# Jan Sztwiertnia

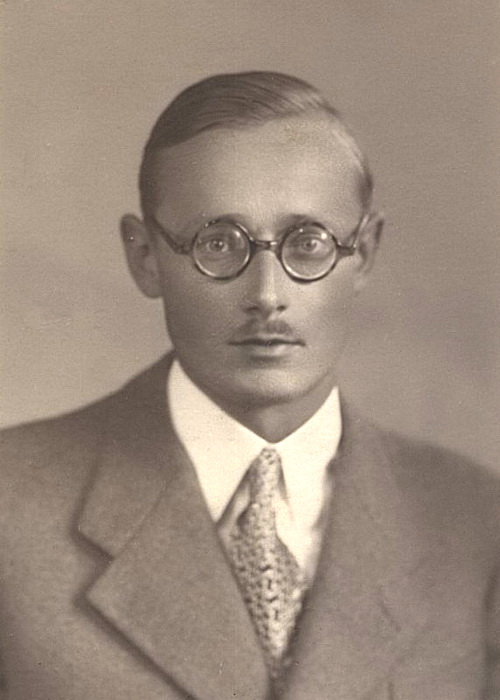
Jan Sztwiertnia

Jan Sztwiertnia (* 1. Juni 1911 in Hermanitz bei Ustroń in den schlesischen Beskiden; † 29. August 1940 KZ Gusen I) war ein polnischer Lehrer, Musiker und Komponist.

## Leben und Wirken
Jan Sztwiertnia wuchs ohne Vater auf und kam, da seine Mutter mit der Kindererziehung überfordert war, 1921 in das evangelische Waisenhaus nach Ustroń. In Ustroń absolvierte er bis 1925 auch die Pflichtschule, ehe er in den Jahren 1925 bis 1930 das Lehrerseminar in Teschen (Cieszyn) besuchte. Schon dort fiel sein musikalisches Talent auf und er übte sich schon am Lehrerseminar auch in Komposition.
Jan Sztwiertnia trat nach Abschluss seiner Lehrerausbildung zunächst an der Volksschule von Rowne nahe Wisła-Głębce im Gebiet des sog. Widderberges seinen Dienst als Lehrer an. Dort schuf er in seiner Freizeit, inspiriert durch Ruhe, Natur und Landschaft, erste Musikstücke, wie z. B. nach einem Libretto von Ferdynand Dyrna die Oper Sałasznicy im Jahre 1932, in welcher Sztwiertnia unter anderem auch Motive der lokalen Volksmusik verarbeitete.
1933 kam er aus den Bergen zurück in den Ort Wisła, wo er den Kirchenchor führte und als Organist tätig war. Sztwiertnia verfasste in dieser Zeit eine Reihe von kirchlichen Fugen, Präludien, Chorälen und Kantaten.
1935 konnte Sztwiernia seine musikalische Ausbildung an der Musikschule in Teschen vertiefen und 1937 schließlich ein Musikstudium am Konservatorium von Kattowitz beginnen. Als Nachwuchstalent wurde ihm 1939 dort noch ein Stipendium für vertiefende Musikstudien in Paris zugesprochen, doch der Beginn des Zweiten Weltkrieges machte für ihn jede Studienmöglichkeit in Paris zunichte.

## Deportation in das KZ Gusen

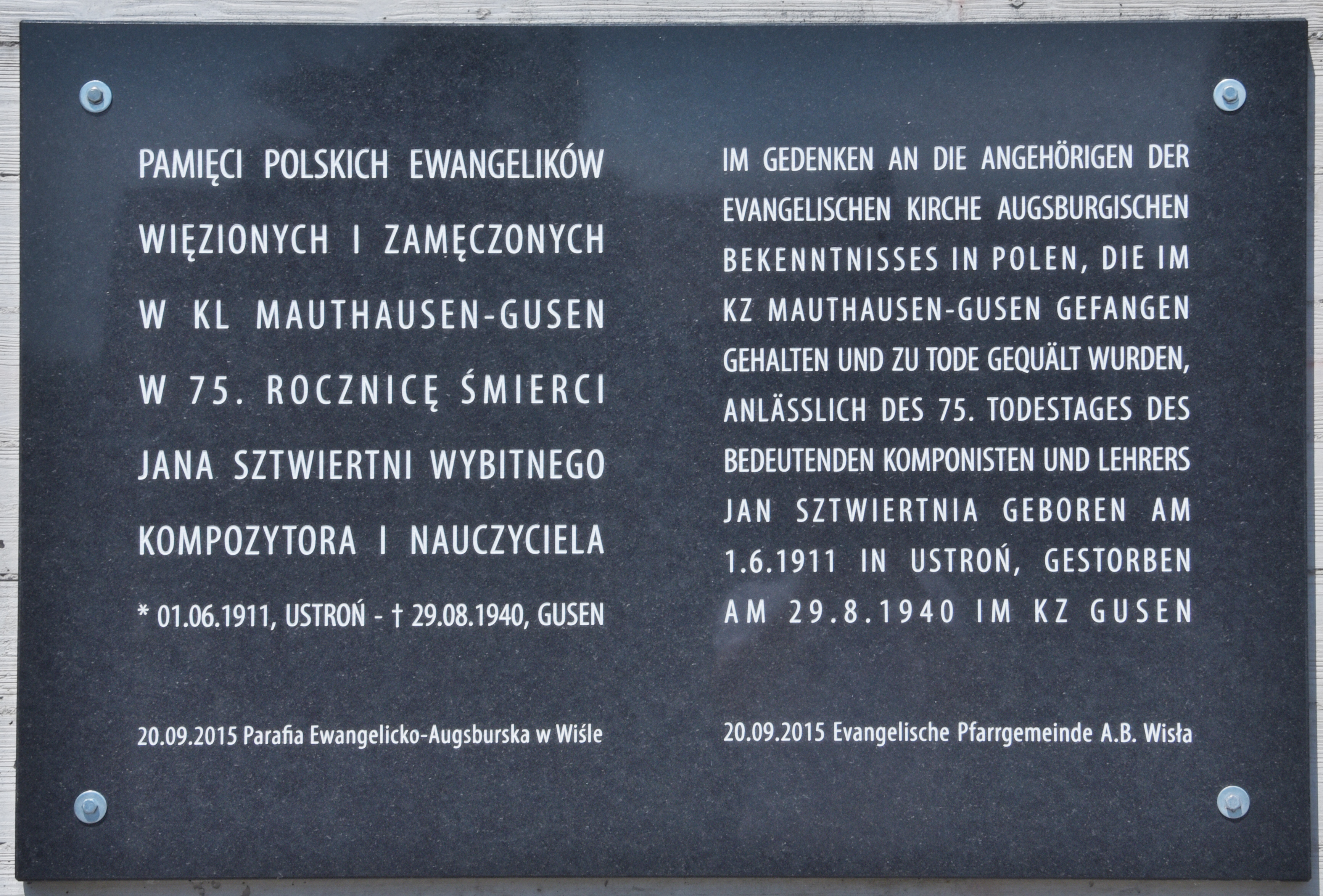
Gedenktafel in Gusen

Obwohl Jan Sztwiertnia in keiner Weise politisch tätig war, wurde er im Alter von 29 Jahren im 23. April 1940 von der Gestapo verhaftet und wie tausende andere polnische Intellektuelle in das KZ Gusen deportiert. Er wurde bereits nach wenigen Wochen Lageraufenthalt am 29. August 1940 zu Tode gebracht. Die Urne mit seiner Asche wurde von der SS damals seinen Angehörigen ausgehändigt, welche sie auf dem evangelischen Friedhof Na Groniczku in Wisła bestatteten.

## Gedenken
- Kompositionswettbewerb Jan Sztwiertnia in Teschen
- Denkmal von Jan Sztwiertnia im Stadtpark der Stadt Wisła
- Anlässlich seines 75. Todestags wurde am 20. September 2015 in der Pfarrkirche von St. Georgen/Gusen für Jan Sztwiertnia ein ökumenischer Gedenkgottesdienst gefeiert und anschließend im Ehrenhof des Memorial Crematorium KZ Gusen eine Gedenktafel enthüllt.[2]